# 表美雌醇
表美雌醇（英語：Epimestrol，也称为17-表雌三醇-3-甲醚，17-epiestriol 3-methyl ether，商品名有Alene、Stimovul，开发阶段代码ORG-817）是一种人工合成雌激素醚，可作为17α-表雌三醇的前体药物，可与促性腺激素释放激素联用来诱导排卵。